# ウィーラー郡 (ネブラスカ州)
座標: 北緯41度55分 西経98度32分 / 北緯41.92度 西経98.53度
ウィーラー郡（英: Wheeler County）は、アメリカ合衆国のネブラスカ州にある郡。2000年時点の人口は886人で、郡庁所在地はバートレット (Bartlett)。
ネブラスカ州のナンバープレートで、ウィーラー郡の車両は最初の数字が84になっている。これは1922年にナンバープレートの制度を確立した際、ウィーラー郡の車両登録台数が州内の郡のなかで84番目に多かったからである。

## 歴史
ウィーラー郡は1877年に組織され、ダニエル・H・ウィーラー少佐にちなんで名付けられた。

## 地理
アメリカ合衆国国勢調査局によると、この郡は総面積1,491 km2 (576 mi2) である。このうち1,490 km2 (575 mi2)が陸地で、1 km2 (0 mi2) が川や湖などの水地域である。総面積のうちの0.07%が水地域となっている。

### 隣接する郡
- ホルト郡（北）
- アンテロープ郡（北東）
- ブーン郡（南東）
- グリーリー郡（南）
- ガーフィールド郡（西）

## 人口動静

2000年国勢調査時の郡の人口ピラミッド

2000年の国勢調査によると、ウィーラー郡には886人、352世帯、及び243家族が暮らしている。人口密度は1/km2 (2/mi2) で、0/km2 (1/mi2) の平均的な密度に561軒の住居が建っている。この郡の人種の構成は白人99.10%、先住民0.23%、黒人（アフリカ系アメリカ人）、アジア系、太平洋諸島系はおらず、その他の人種0.56%、及び混血0.11%で、0.56%の人々がヒスパニックまたはラテン系である。郡の住民の47.4%がドイツ系、9.4%がアイルランド系、7.8%がイングランド系、7.2%がスウェーデン系、7.0%がアメリカ系移民の子孫である。
ウィーラー郡に住む352世帯のうち、31.80%は18歳未満の子どもと暮らしており、62.80%は夫婦で生活している。3.10%は未婚の女性が世帯主であり、30.70%は家族以外の住人と同居している。29.00%は独居で、全世帯の14.80%は65歳以上の独居老人世帯である。1世帯あたりの平均人数は2.52人であり、家庭の場合は3.10人である。
郡の住民は29.10%が18歳未満の子どもで、18歳以上24歳以下が6.40%、25歳以上44歳以下が21.90%、45歳以上64歳以下が25.70%、および65歳以上が16.80%となっている。平均年齢は40歳である。女性100人に対して男性は96.00人いて、18歳以上の女性100人に対しては男性は100.00人いる。
郡の世帯ごとの平均収入は26,771米ドルで、家族ごとでは33,750米ドルである。男性の21,563米ドルに対して女性は17,083米ドルの平均的な収入がある。この郡の一人当たりの収入 (per capita income) は14,355米ドルである。総人口の20.90%、家族の15.40%は貧困線以下である。18歳未満の子どもの27.80%及び65歳以上の16.70%は貧困線以下の生活を送っている。

## 村
- バートレット (en:Bartlett, Nebraska)
- エリクソン (en:Ericson, Nebraska)